# Список символов штата Айдахо

Расположение Айдахо на карте США

Штат Айдахо имеет 16 символов, принятых легислатурой штата. Символы отражают историю и культуру штата.
Первым символом Айдахо стала печать, принятая в 1863 году ещё территорией Айдахо. Вторым символом стал девиз штата, принятый вскоре после принятия Айдахо статуса штата. Пять символов было принято в период с 1900 по 1950 годы, среди них трое было принято в 1931 году. Шесть символов было принято в период с 1950 по 2000 годы и три после 2000 года. Два принятых символа были предложены студентами; порода лошадей Аппалуза стала символом по предложению учеников шестого класса из города Игл; бабочка Данаида Монарх была предложена в качестве символа учениками начальной школы из Бойсе в 1992 году. Последним принятым символом штата является сапсан. Он был принят в 2004 году.
|           | Символ                                                       | Изображение                    | Дата принятия                                      | Примечания |
| --------- | ------------------------------------------------------------ | ------------------------------ | -------------------------------------------------- | --- |
| Печать    | Печать Айдахо                                                | Печать Айдахо                  | 1957 год (де факто с 1890 года)                    | Содержит символы природных богатств штата                                                                               |
| Флаг      | Флаг Айдахо                                                  | Флаг Айдахо                    | 15 марта 1927 года (де-факто с 12 марта 1907 года) | Основным элементом является печать Айдахо                                                                               |
| Девиз     | Esto Perpetua                                                | —                              | 1890 год                                           | «Будет всегда», лат. |
| Прозвище  | - Gem state - Gem of the Mountains - Little Ida - Spud State | —                              |                                                    | - «Штат-самоцвет» - «Горный самоцвет» - «Маленькая Ида» (в песне штат упоминается в женском роде) - «Картофельный штат» |
| Песня     | Here We Have Idaho                                           | —                              | 11 марта 1931 года                                 | Написана в 1915 году |
| Танец     | Сквэр данс                                                   | Символ сквэр данса             | 1989 год                                           | |
| Птица     | Горная синица                                                | Горная синица                  | 1931 год                                           | |
| Лошадь    | Аппалуза                                                     | Лошадь породы Аппалуза         | 1975 год                                           | |
| Хищник    | Сапсан                                                       |                                | 2004 год                                           | |
| Рыба      | Лосось Кларка                                                | Лосось Кларка                  | 1990 год                                           | |
| Насекомое | Данаида монарх                                               | Данаида монарх                 | 1992 год                                           | |
| Плод      | Черника                                                      | Черника                        | 2000 год                                           | |
| Овощ      | Картофель                                                    | Картофель сорта Russet Burbank | 2002 год                                           | Штат занимает первое место в стране по производству картофеля                                                           |
| Дерево    | Западная белая сосна                                         | Западная белая сосна           | 1935 год                                           | |
| Цветок    | Чубушник Льюиса (Philadelphus lewisii)                       | Чубушник Льюиса                | 1931 год                                           | |
| Фоссилии  | Лошадь Хейгермана (Equus simplicidens)                       | Лошадь Хейгермана              | 1988 год                                           | |
| Самоцвет  | Айдахский звёздный гранат                                    | Айдахский звёздный гранат      | 1967 год                                           | |